# Wil Röttgen

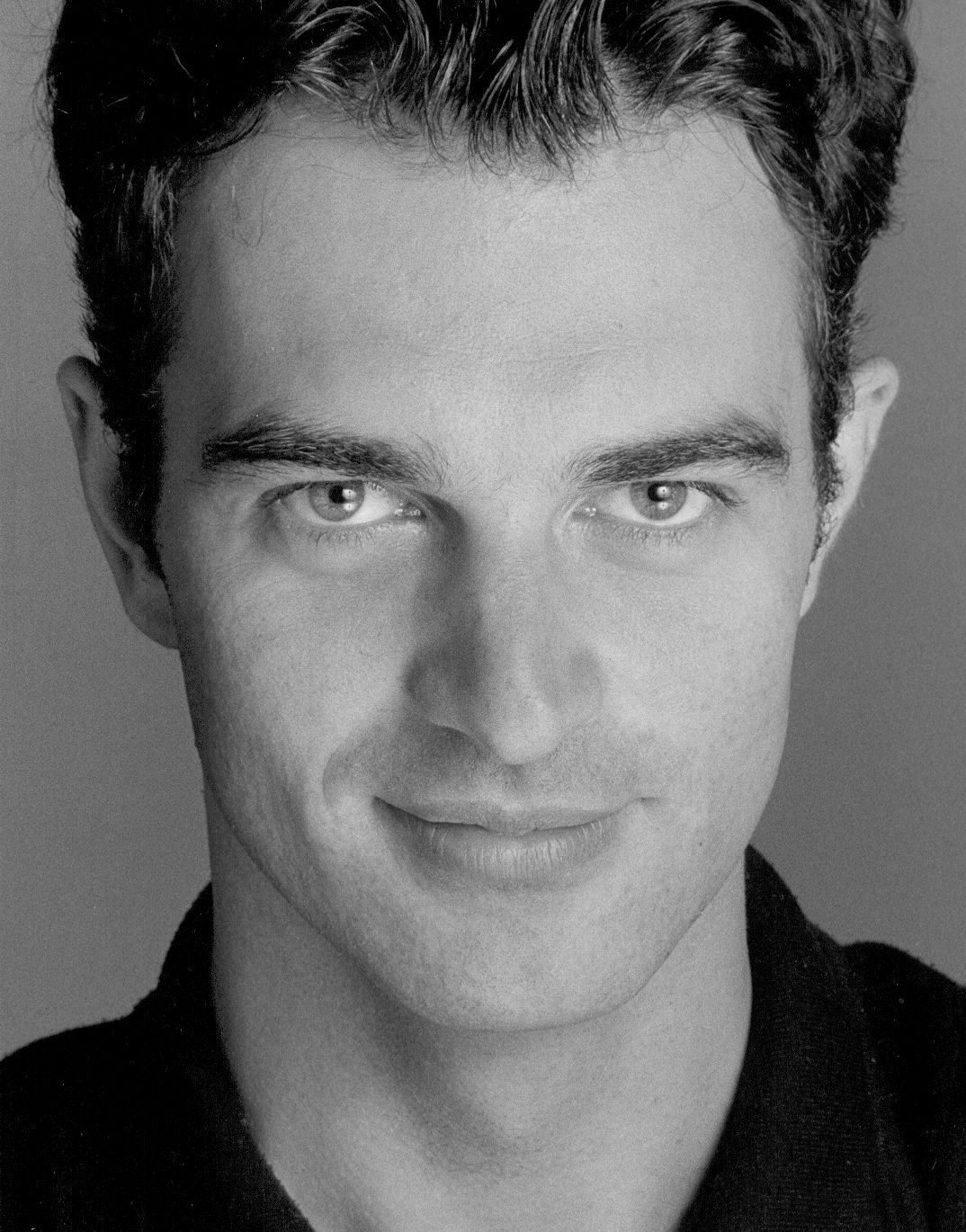
Wil Röttgen (2012)

Wil Röttgen (* 20. September 1966 in Bonn) ist ein deutscher Schauspieler.

## Leben
Wil Röttgen studierte Schauspiel am Lee Strasberg Theatre Institute London und trat im Anschluss an diversen britischen Theatern wie dem Barons Court Theatre, dem Landor Theatre, dem Rosemary Branch Theatre, dem Peacock Theatre und dem Kings Head in London auf.
Seine erste Filmrolle hatte Wil Röttgen 1990 in einer Produktion der britischen BBC. Seitdem drehte er verschiedene Kino-, Fernsehfilme und Fernsehserien, u. a. die Miniserie Band of Brothers, Dinotopia, Beyond the Sea, SOKO Kitzbühel und SOKO Wismar (beide ZDF). Seit 2015 arbeitet Wil mit LA Schauspiel Coach Ivana Chubback.
Seit 2012 ist er verheiratet mit Wei SHI (Chongqing/ China) und hat mit ihr zwei Kinder.

## Filmografie (Auswahl)
- 1990: 999 (Fernsehserie)
- 1994: seaQuest DSV (Fernsehserie, eine Folge)
- 2001: Band of Brothers – Wir waren wie Brüder (Band of Brothers, Miniserie)
- 2001: Die Liebe der Charlotte Gray (Charlotte Gray)
- 2001: Bahama Mama (Kurzfilm, auch Produktion)
- 2001: Spy Game – Der finale Countdown (Spy Game)
- 2001: Dinotopia (Miniserie)
- 2001: Berlin, Berlin (Fernsehserie, eine Folge)
- 2003: Der Fluch des schwarzen Schwans
- 2004: Beyond the Sea – Musik war sein Leben (Beyond the Sea)
- 2005: Aeon Flux
- 2005: SOKO Kitzbühel (Fernsehserie, eine Folge)
- 2008: Charlie (Kurzfilm, auch Regie und Produktion)
- 2009: Anna und die Liebe (Fernsehserie, 2 Folgen)
- 2009: SOKO Wismar (Fernsehserie, eine Folge)
- 2011: Gefährten (War Horse, Stimme)
- 2013: Falsch (Kurzfilm)